# Cyklokros Plzeň

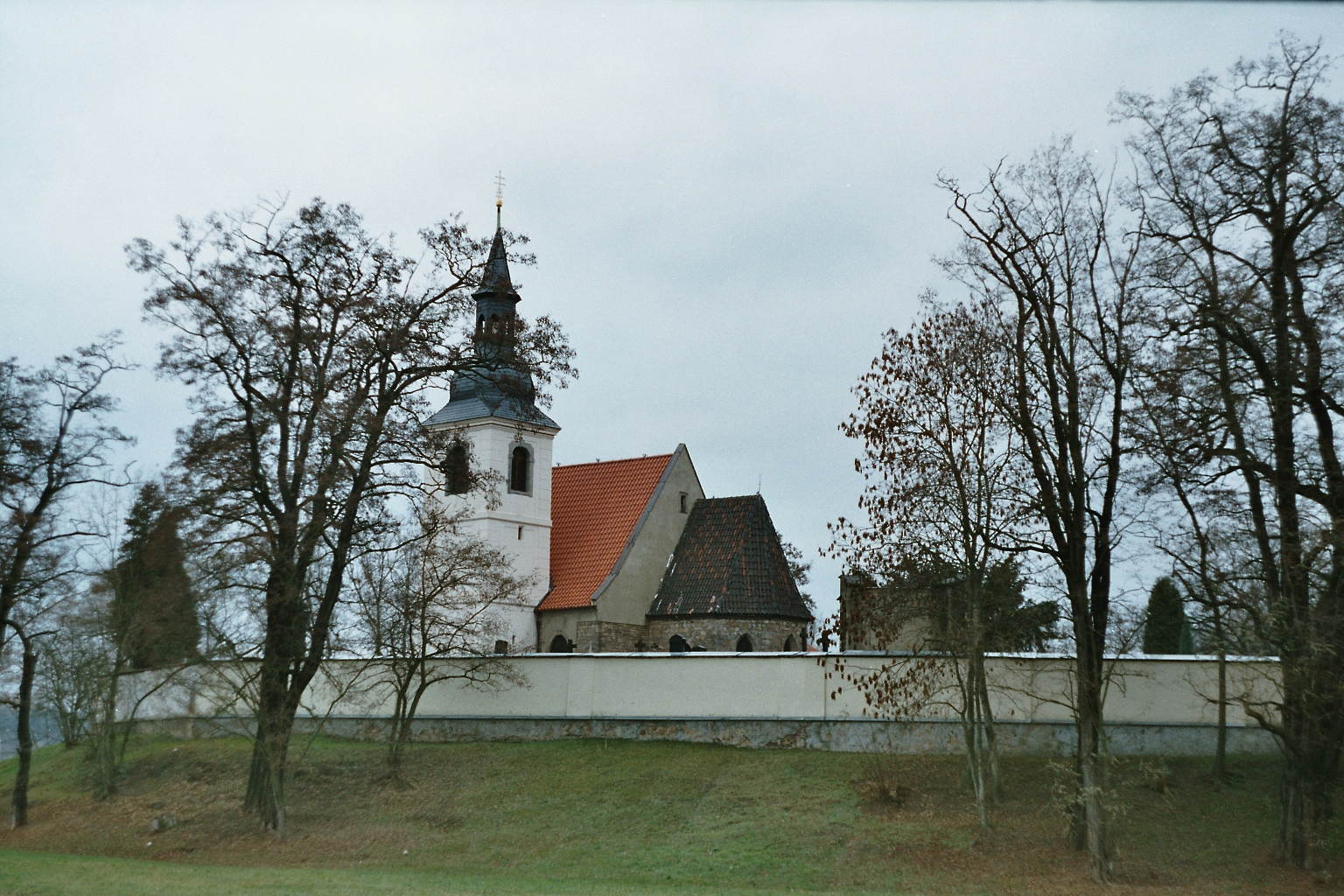
Die St.-Georgs-Kirche überblickte das Geschehen der Weltcup-Rennen.

Das Cyklokros Plzeň ist ein tschechisches Cyclocrossrennen, das seit 1989 an verschiedenen Stellen in Pilsen organisiert wurde.

## Geschichte
Das Rennen fand erstmals am 16. Dezember 1989 statt, inmitten der Samtenen Revolution in der damaligen Tschechoslowakei. Schauplatz waren der Stadtteil Lochotín und seine Hänge unterhalb der Medizinischen Fakultät der Karlsuniversität (⊙), deren Studenten die Gelegenheit für eine Demonstration zugunsten Václav Havels nutzten, der zwei Wochen später zum Staatspräsidenten gewählt werden sollte. Das Rennen war Teil von Superprestige, einer professionellen internationalen Rennserie, und das erste seiner Art im Ostblock. Bereits seit Mitte der 1980er Jahre hatten die tschechoslowakischen Fahrer, wiewohl als Amateure geltend, mit Erfolg an den Superprestige-Rennen teilgenommen. Vor 10.000 Zuschauern gewann der Belgier Danny De Bie vor dem Lokalmatador Radomír Šimůnek.
In der Folge war Pilsen mit dem Parcours in Lochotín noch sieben weitere Male im Superprestige vertreten, wobei Radomír Šimůnek zweimal und der ebenfalls aus Pilsen stammende Pavel Elsnic einmal siegreich waren. Es folgte eine mehrjährige Pause, bis 2001 unter neuer Leitung erneut ein Cross in Pilsen durchgeführt wurde, nunmehr im Rahmen der nationalen tschechischen Rennserie Budvar Cup bzw. Toi Toi Cup. Diese Rennen fanden bis 2008 statt, zunächst auf dem Sportareal Na Lopatárně an der Úslava (⊙); ab 2005 wurde ein neuer Schauplatz auf den Wiesen und Feldern zwischen dem Stadtteil Doubravka und der St.-Georgs-Kirche an der Berounka bezogen (⊙).
Eine neue Periode wurde 2009 eingeleitet, als Pilsen erstmals ein Rennen im Cyclocross-Weltcup ausrichtete, ebenfalls in Doubravka. 2011 sponserte das in Pilsen ansässige Unternehmen Škoda Transportation die Veranstaltung, die daher den Namen Grand Prix Škoda annahm. Das Weltcup-Rennen 2011 machte negative Schlagzeilen, da die Jury das Rennen startete, als sich noch ein Kameramann auf der Startlinie befand, der etliche Fahrer behinderte; trotz dieser irregulären Verhältnisse wurde das Rennen nicht neu gestartet. Auch 2012 gab es Kontroversen, diesmal aufgrund der Disqualifikation des drittplatzierten Rob Peeters wegen eines angeblichen Wechselfehlers.
Nach 2012 hörten die Cyclocross-Rennen in Pilsen für lange Zeit auf. 2023 gab es einen neuen Anlauf mit der Veranstaltung eines Junioren-Rennens im Toi Toi Cup, neuer Schauplatz ist der „Škodaland“ genannte Park im Süden der Stadt (⊙). Eine Rückkehr in den Elite-Cup und damit in den internationalen Kalender ist geplant.
Der Termin des Rennens lag bei allen Austragungen zwischen September bis Dezember. Neben den jährlichen, regulären Rennen richtete Pilsen viermal nationale Meisterschaften der Tschechoslowakei bzw. Tschechiens aus. 1981 gewann Miloš Fišera, 1988 Ondrej Glajza, 1995 Radomír Šimůnek und 2004 Kamil Ausbuher. Nur 2004 gab es auch ein Frauenrennen, tschechische Meisterin wurde Barbora Bohatá.

## Siegerliste

### Männer
- 1989:  Danny De Bie
- 1990:  Danny De Bie
- 1991:  Radomír Šimůnek
- 1992:  Pavel Elsnic
- 1993:  Marc Janssens
- 1994:  Radomír Šimůnek
- 1995:  Wim de Vos
- 1996:  Mario De Clercq
- 1997–2000: nicht ausgetragen
- 2001:  Jiří Pospíšil
- 2002:  Ondřej Lukeš
- 2003: nicht ausgetragen
- 2004:  Zdeněk Mlynář
- 2005:  Petr Dlask
- 2006:  Zdeněk Mlynář
- 2007:  Zdeněk Štybar
- 2008:  Martin Zlámalík
- 2009:  Niels Albert
- 2010:  Zdeněk Štybar
- 2011:  Sven Nys
- 2012:  Niels Albert

### Frauen
- 2001:  Jindriška Bejstová
- 2002:  Barbora Bohatá
- 2003: nicht ausgetragen
- 2004:  Klára Nepustilová
- 2005:  Jana Kyptová
- 2006:  Jana Kyptová
- 2007:  Pavla Havlíková
- 2008:  Pavla Havlíková
- 2009:  Pavla Havlíková
- 2010:  Sanne van Paassen
- 2011:  Katherine Compton
- 2012:  Katherine Compton